# Mark Angel
Mark Angel (Newcastle upon Tyne, 23 agosto 1975) è un ex calciatore inglese, di ruolo centrocampista.

## Carriera

### Giocatore
Dopo aver giocato a livello dilettantistico nel Walker Central all'età di 18 anni passa al Sunderland, club della seconda divisione inglese, con cui rimane tesserato dal 1993 al 1995 senza tuttavia mai riuscire ad esordire in partite ufficiali; nell'estate del 1995 scende in terza divisione all'Oxford Utd, dove con 3 reti in 39 presenze (più ulteriori 3 presenze in FA Cup) contribuisce a conquistare un secondo posto in classifica in campionato, con conseguente promozione in seconda divisione. Nella stagione 1996-1997 oltre a disputare 3 partite in Coppa di Lega scende in campo in 24 occasioni in questa categoria, mettendovi a segno 2 reti; viene riconfermato in rosa anche per la stagione 1997-1998, che termina con un bilancio di 22 presenze ed una rete in campionato, una presenza in FA Cup e 4 presenze in Coppa di Lega, per un totale complessivo di 96 presenze e 6 reti con la maglia degli U's tra tutte le competizioni ufficiali.
Nell'estate del 1998 si trasferisce al West Bromwich, altro club di seconda divisione, dove rimane per un biennio: nella stagione 1998-1999 gioca con continuità (22 presenze ed una rete), mentre nella stagione successiva (che risulta anche essere la sua ultima in carriera in seconda divisione) è ai margini della rosa, giocando solamente 3 partite di campionato. Nell'estate del 2000 passa al Darlington, in quarta divisione: nel gennaio del 2001 dopo un totale di 5 presenze in campionato e 3 presenze ed una rete in Coppa di Lega viene ceduto al Queen of the South, club della terza divisione scozzese, con cui termina l'annata realizzando una rete in 5 presenze. Torna poi in Inghilterra, dove vince la Conference League (quinta divisione e più alto livello calcistico al di fuori della Football League) con il Boston Utd, che per la stagione successiva viene quindi per la prima volta nella sua storia ammesso alla Football League; dopo due stagioni in quarta divisione (nelle quali segna in tutto 6 gol in 54 partite giocate), Angel scende nuovamente in quinta divisione al King's Lynn; conclude poi la stagione 2004-2005 con un breve periodo in prestito al Cambridge Utd, con cui realizza una rete in 8 presenze in quarta divisione. Si ritira definitivamente nel 2009, dopo un quadriennio trascorso giocando con vari club a livello semiprofessionistico.
In carriera ha totalizzato complessivamente 174 presenze e 14 reti nei campionati della Football League.

### Allenatore
Nella stagione 2015-2016 ha allenato i semiprofessionisti del Boston Town.

## Palmarès

### Club

#### Competizioni nazionali
- Conference League: 1

Boston United: 2001-2002